# ティルヴァールール県
ティルヴァールール県は、インド南部のタミル・ナードゥ州に属する30の市県の一つ。県庁所在地はティルヴァールール。

## 概要
ティルヴァールール県はタミル・ナードゥ州の東部に位置し、東側にナーガッパッティナム県、西側にタンジャーヴール県と接し、東側でパーンディッチェーリ連合区のカーライッカールとも接していて、南側はポーク海峡で海となっている。面積は2161km²、人口は約117万人である。1997年にナーガッパッティナム県から分離して県となった。

## 行政区分
ティルヴァールール県は、以下の7つの郡 (taluk) に区分けされている。
- クダヴァーサル郡
- マンナールクディ郡
- ナンニラム郡
- ニーダーマンガラム郡
- ティルットゥライップーンディ郡
- ティルヴァールール郡
- ヴァランガイマーン郡